# Chazz Palminteri
Calogero Lorenzo Palminteri (New York, 1952. május 15. –) Oscar-díjra jelölt szicíliai-olasz származású amerikai színész és író.

## Élete és pályafutása
Calogero Lorenzo Palminteri néven látta meg a napvilágot Bronxban.
Számos nagy sikerű alkotásban szerepelt, többek között a Bronxi mese,  a Mulholland – Gyilkos negyed, a Csak egy kis pánik, és a Közönséges bűnözők című filmekben. A Lövések a Broadwayn (1994) filmben nyújtott alakításáért Oscar-díjra jelölték.
Drámaíróként Palminteri írta a Bronxi mese és A hűtlenség ára című filmeket, forgatókönyvíróként ezekből a színpadi produkciókból illesztett filmjeibe. A Bronxi mese, amelynél Chazz Palminteri ragaszkodott, hogy önéletrajzi ihletésű legyen, fontos lépés volt a karrierjében, korábban csak kisebb szerepeket játszott. A megfilmesítési jogokat Robert De Nirónak adta el, azzal a feltétellel, hogy Palminteri játszhatja el Sonny LoSpecchiót, a machiavellista maffiafőnököt.
1998-ban a Diszkópatkányokban kapott egy mellékszerepet, ő játszotta Benny Zadirt, a tulajok tulaját. Palminteri kapta meg a Főnökök főnöke (2001) című film főszerepét, melyben egy valós gengsztert, Paul Castellanót formált meg. Rendezői bemutatkozása a Nemek csatája (2002) című film volt, majd ő rendezte még a 2004-es Karácsonyt is.
Jól ismert, mint maffiafőnök a 2002-es Coca-Cola Vanilla reklámokban, melyekben olyan hírességekkel szerepelt, mint Simon Cowell vagy Missy Elliott. Ellentétben legtöbb alvilági szerepével, a Falcone (1999) című tévéfilmben egy maffiaellenes ügyészt alakít.
Palminteri jelenleg[mikor?] New York Bedford negyedében él.

## Filmográfia

### Film
Filmrendező, forgatókönyvíró és producer
| Év   | Magyar cím          | Eredeti cím             | Feladatkör | Feladatkör | Feladatkör | Megjegyzések              |
| Év   | Magyar cím          | Eredeti cím             | Rendező    | Író        | Producer   | Megjegyzések              |
| ---- | ------------------- | ----------------------- | ---------- | ---------- | ---------- | ------------------------- |
| 1993 | Bronxi mese         | A Bronx Tale            | Nem        | Igen       | Nem        | saját színdarabja alapján |
| 1996 | A hűtlenség ára     | Faithful                | Nem        | Igen       | Nem        | saját színdarabja alapján |
| 1996 |                     | Dante and the Debutante | Nem        | Igen       | Igen       |                           |
| 2002 | Nemek csatája       | Women vs. Men           | Igen       | Nem        | Nem        | tévéfilm                  |
| 2004 | Karácsony           | Noel                    | Igen       | Nem        | Nem        |                           |
| 2007 | Ütött-kopott hírnév | The Dukes               | Nem        | Nem        | Koproducer |                           |
| 2008 |                     | Yonkers Joe             | Nem        | Nem        | Vezető     |                           |
| 2012 |                     | Mighty Fine             | Nem        | Nem        | Vezető     |                           |
| 2018 |                     | Unorganized Crime       | Nem        | Igen       | Vezető     | tévéfilm                  |
| 2019 |                     | Vault                   | Nem        | Nem        | Vezető     |                           |

Filmszínész
| Év   | Magyar cím                                     | Eredeti cím                                 | Szerep                      | Magyar hang            |
| ---- | ---------------------------------------------- | ------------------------------------------- | --------------------------- | ---------------------- |
| 1983 |                                                | Home Free All                               | kamion eltérítő             |                        |
| 1985 | Az utolsó sárkány                              | The Last Dragon                             | bűnöző                      |                        |
| 1991 | Oscar                                          | Oscar                                       | Connie                      | Hollósi Frigyes        |
| 1992 | Harapós nő                                     | Innocent Blood                              | Tony Silva                  | Csuja Imre             |
| 1992 | Ha kikaparod, megkapod                         | There Goes the Neighborhood                 | Lyle Corrente               | Vass Gábor             |
| 1993 | Bronxi mese                                    | A Bronx Tale                                | Sonny LoSpecchio            | Dózsa László           |
| 1994 | Lövések a Broadwayn                            | Bullets over Broadway                       | Cheech                      | Csankó Zoltán          |
| 1995 | Közönséges bűnözők                             | The Usual Suspects                          | Dave Kujan                  | Sinkovits-Vitay András |
| 1995 | A Perez család                                 | The Perez Family                            | John Pirelli hadnagy        | Papp János             |
| 1995 | The Last Word                                  | Ricky                                       |                             |                        |
| 1995 | Jade                                           | Jade                                        | Matt Gavin                  | Csuja Imre             |
| 1996 | Az ördög háromszöge                            | Diabolique                                  | Guy Baran                   | Szabó Sipos Barnabás   |
| 1996 | A hűtlenség ára                                | Faithful                                    | Tony                        | Gáti Oszkár            |
| 1996 | Mulholland – Gyilkos negyed                    | Mulholland Falls                            | Elleroy Coolidge            | Gesztesi Károly        |
| 1998 | A sebhelyes város                              | Scar City                                   | Laine Devon hadnagy         | Melis Gábor            |
| 1998 | Zűrzavar                                       | Hurlyburly                                  | Phil                        | Dózsa László           |
| 1998 | Diszkópatkányok                                | A Night at the Roxbury                      | Benny Zadir                 | Gesztesi Károly        |
| 1999 | Csak egy kis pánik                             | Analyze This                                | Primo Sidone                | Rosta Sándor           |
| 1999 | Egy film rendezőt keres                        | The Book That Wrote Itself                  | Mr. Palminteri              |                        |
| 1999 | Stuart Little, kisegér                         | Stuart Little                               | Füsti (hangja)              | Gesztesi Károly        |
| 2001 | Mennyé má!                                     | Down to Earth                               | King                        | Sörös Sándor           |
| 2001 | Susi és Tekergő 2. – Csibész, a csavargó       | Lady and the Tramp II: Scamp's Adventure    | Vagány (hangja)             | Háda János             |
| 2001 | Az utca törvénye                               | One Eyed King                               | Eddie Dugan                 | Besenczi Árpád         |
| 2002 | Biliárd életre-halálra                         | Poolhall Junkies                            | Joe                         |                        |
| 2004 | Tétre, helyre, befutóra                        | One Last Ride                               | Tweat                       |                        |
| 2004 | Karácsony                                      | Noel                                        | Arizona                     | Berzsenyi Zoltán       |
| 2005 | Állat                                          | Animal                                      | Kassada                     |                        |
| 2005 | DJ testőrbőrben                                | In the Mix                                  | Frank                       | Reviczky Gábor         |
| 2005 | PiROSSZka – A jó, a rossz, a farkas, MEGAnagyi | Hoodwinked!                                 | Woolworth (hangja)          | Sárközi József         |
| 2006 | Halálos hajsza                                 | Running Scared                              | Rydell nyomozó              | Sörös Sándor           |
| 2006 | Őrangyallal, védtelenül                        | A Guide to Recognizing Your Saints          | Monty                       | Reviczky Gábor         |
| 2006 |                                                | Push                                        | Vince                       |                        |
| 2006 | Kiscsávó                                       | Little Man                                  | Walken                      | Ujlaki Dénes           |
| 2006 | Arthur és a villangók                          | Arthur et les Minimoys                      | utazó ügynök (angol hangja) |                        |
| 2007 | A fegyver két végén                            | The Bodyguard                               | Lee Maxwell                 | Csuja Imre             |
| 2007 | Ütött-kopott hírnév                            | The Dukes                                   | George                      | Barbinek Péter         |
| 2008 |                                                | Yonkers Joe                                 | Yonkers Joe                 |                        |
| 2008 |                                                | Jolene                                      | Sal                         |                        |
| 2009 |                                                | Once More with Feeling                      | Frank Gregorio              |                        |
| 2010 |                                                | Hollywood & Wine                            | Geno Scarpaci               |                        |
| 2012 |                                                | Mighty Fine                                 | Joe Fine                    |                        |
| 2012 |                                                | The Oogieloves in the Big Balloon Adventure | Marvin Milkshake (hangja)   |                        |
| 2013 |                                                | Once Upon a Time in Queens                  | Ben Rose                    |                        |
| 2013 | Csocsó-sztori                                  | Metegol                                     | Stinky (angol hangja)       |                        |
| 2013 | Válságban                                      | Final Recourse                              | Dr. Tomman                  | Vass Gábor             |
| 2014 |                                                | Henry & Me                                  | Babe Ruth (hangja)          |                        |
| 2015 | Legenda                                        | Legend                                      | Angelo Bruno                | Dózsa László           |
| 2015 | Legenda                                        | Legend                                      | Angelo Bruno                | Kőszegi Ákos           |
| 2019 |                                                | Vault                                       | Raymond L. S. Patriarca     |                        |
| 2020 |                                                | Clover                                      | Tony                        |                        |

### Televízió
| Év        | Magyar cím                               | Eredeti cím                         | Szerep                         | Megjegyzések                                  |
| --------- | ---------------------------------------- | ----------------------------------- | ------------------------------ | --------------------------------------------- |
| 1986      | Zsarublues                               | Hill Street Blues                   | Sonny Cappelito                | 1 epizód                                      |
| 1987      |                                          | Matlock                             | Marcy őrmester                 | 1 epizód                                      |
| 1987      |                                          | Glory Years                         | Drummond                       | tévéfilm                                      |
| 1989      |                                          | Dallas                              | Frank                          | 1 epizód                                      |
| 1989      |                                          | Valerie                             | Leslie                         | 1 epizód                                      |
| 1989      | Peter Gunn                               | Peter Gunn                          | katona                         | - tévéfilm - magyar hangja: - Wohlmuth István |
| 1989      |                                          | 1st & Ten: The Championship         | Al                             | 1 epizód                                      |
| 1989      |                                          | Wiseguy                             | Peter Alatorre / Sal Rosselli  | 3 epizód                                      |
| 1990      |                                          | Sydney                              | Tony                           | 1 epizód                                      |
| 1997      |                                          | The Directors                       | önmaga                         | 1 epizód                                      |
| 1999      |                                          | Dilbert                             | Leonardo da Vinci (hangja)     | 1 epizód                                      |
| 1999      | Falcone                                  | Excellent Cadavers                  | Giovanni Falcone               | - tévéfilm - magyar hangja: - Ujlaki Dénes    |
| 2001      |                                          | An All-Star Tribute to Brian Wilson | önmaga / házigazda             | különkiadás                                   |
| 2001      | Főnökök főnöke                           | Boss of Bosses                      | Paul Castellano                | tévéfilm                                      |
| 2001      |                                          | Bravo Profiles                      | önmaga                         | 1 epizód                                      |
| 2003      |                                          | AFI Life Achievement Award          | önmaga                         | 1 epizód                                      |
| 2003      |                                          | Biography                           | önmaga                         | 1 epizód                                      |
| 2004      | Dr. Vegas – A szerencsedoki              | Dr. Vegas                           | Duke Walcott                   | 1 epizód                                      |
| 2005      |                                          | Kojak                               | Frank McNeil százados          | 5 epizód                                      |
| 2010      |                                          | Celebrity Ghost Stories             | önmaga                         | 1 epizód                                      |
| 2010–2014 | Született detektívek                     | Rizzoli & Isles                     | Frank Rizzoli Sr.              | 6 epizód                                      |
| 2010–2019 | Modern család                            | Modern Family                       | Shorty                         | 6 epizód                                      |
| 2011      |                                          | Rocco's Dinner Party                | önmaga                         | 1 epizód                                      |
| 2012      |                                          | The Haunting of...                  | önmaga                         | 1 epizód                                      |
| 2012–2013 | Zsaruvér                                 | Blue Bloods                         | Angelo Gallo                   | 2 epizód                                      |
| 2014      | Esküdt ellenségek: Különleges ügyosztály | Law & Order: Special Victims Unit   | Perry Cannavaro                | 1 epizód                                      |
| 2017      | Lazíts, Kevin!                           | Kevin Can Wait                      | Vincent                        | 1 epizód                                      |
| 2017–2018 | Voltron: A legendás védelmező            | Voltron: Legendary Defender         | Burr (hangja)                  | 2 epizód                                      |
| 2018      |                                          | Unorganized Crime                   | Sal Corso                      | tévéfilm forgatókönyvíró                      |
| 2019–2021 |                                          | Godfather of Harlem                 | Joe Bonanno                    | visszatérő szereplő (1-2. évad)               |
| 2021      |                                          | Law & Order: Organized Crime        | Manfredi Sinatra               | 1 epizód                                      |
| 2021      |                                          | Gravesend                           | Cesar Tremaldo                 | visszatérő szereplő (2. évad)                 |
| 2023      | Bubbi Guppik                             | Bubble Guppies                      | Tiny a meztelen csiga (hangja) | 1 epizód                                      |

## Érdekességek
- Lánya, Gabriella Rose 2001. december 25-én született Greenwich-ben, Connecticutban.
- Fia, Dante Lorenzo 1995. október 11-én született.
- Chazz testőr volt a New York-i The LimeLight éjszakai klubban
- Hosszú hajú fronténekese volt a Razzamachazz-nek
- Gyakori beszélgetőfél a WFAN New York-i sportrádióban
- New York Yankees szurkoló